# حريق إزمير

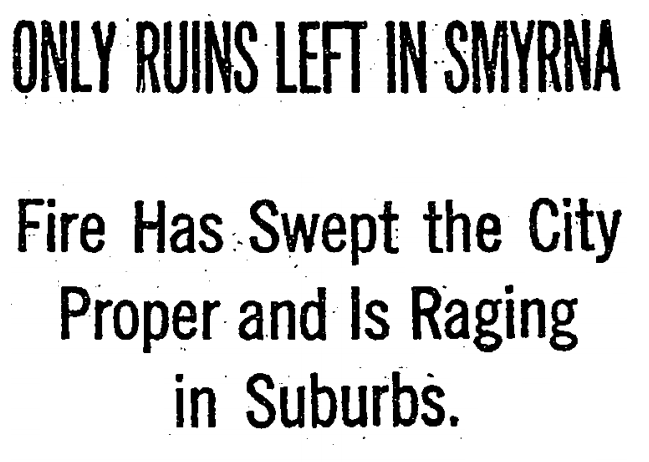
عنوان لمقالة في نيويورك تايمز عن الحريق في 17 سبتمبر 1922

حريق إزمير ((باليونانية: Καταστροφή της Σμύρνης كارثة إزمير)‏؛ (بالتركية: 1922 İzmir Yangını حريق إزمير 1922)‏; (بالأرمنية: Զմիւռնիոյ Մեծ Հրդեհ حريق إزمير الكبير)‏) دمر معظم واجهة المدينة الساحلية إزمير في سبتمبر 1922. وتشير تقارير شهود العيان إلى أن الحريق بدأ في 13 سبتمبر 1922 واستمر حتى تم إخماده بالكامل تقريبا في 22 سبتمبر. بدأت بعد أربعة أيام من استيلاء الجيش التركي على المدينة في 9 سبتمبر، منهية عمليًا الحرب اليونانية التركية، بعد أكثر من ثلاث سنوات من إنزال القوات اليونانية في إزمير في 15 مايو 1919. تتراوح تقديرات القتلى اليونانيين والأرمن نتيجة الحريق من 10,000 إلى 125,000.
احتشد ما بين 80,000 إلى 400.000 لاجئ يوناني وأرمني على الواجهة البحرية للهروب من الحريق. أُجبروا على البقاء هناك في ظل ظروف قاسية قرابة أسبوعين. كانت القوات التركية والقوات غير النظامية قد بدأت في ارتكاب مجازر وفظائع ضد السكان اليونانيين والأرمن في المدينة قبل اندلاع الحريق. تعرضت العديد من النساء للاغتصاب. وبعدها تم ترحيل عشرات الآلاف من اليونانيين والأرمن إلى المناطق الداخلية من الأناضول، حيث مات معظمهم في ظروف قاسية.
دمرت النيران الأحياء اليونانية والأرمنية في المدينة بالكامل. ونجت الأحياء الإسلامية واليهودية من الضرر. وهناك روايات مختلفة وتقارير شهود عيان حول المسؤول عن الحريق. تنسب معظم المصادر والعلماء ذلك إلى قيام الجنود الأتراك بإضرام النار في المنازل والشركات اليونانية والأرمينية، بينما ترى بعض المصادر الموالية لتركيا أن اليونانيين والأرمن أشعلوا النار إما لتشويه سمعة الأتراك أو حرمانهم من الوصول إلى منازلهم وأعمالهم التجارية السابقة. وقد نشرت العديد من الصحف الغربية شهادات شهود عيان غربيين.

## الخلفية
لا تزال نسبة السكان المسيحيين إلى المسلمين في إزمير محل خلاف، ولكنها تعد مدينة عالمية ومركزًا متعدد الثقافات حتى سبتمبر 1922. واختلفت المصادر بذكر إن كان اليونانيين أو الأتراك هم الأغلبية في المدينة. وفقًا لكاثرين إليزابيث فلمنج في 1919-1922 كان عدد اليونانيين في المدينة 150,000، أي أقل بقليل من نصف السكان وهو ما يفوق عدد الأتراك بنسبة اثنين إلى واحد. إلى جانب الأتراك واليونانيين كانت هناك مجتمعات أرمنية ويهودية وشرقية كبيرة في المدينة. وفقًا لترودي رينغ قبل الحرب العالمية الأولى كان عدد اليونانيين وحدهم 130,000 من أصل 250,000 نسمة عدا الأرمن والمسيحيين الآخرين.
حسب الإحصاء العثماني لسنة 1905 كان هناك 100,356 مسلم و 73,636 مسيحي أرثوذكسي و 11,127 أرمن مسيحي و 25,854 آخرين. الأرقام المحدثة لسنة 1914 أعطت 111,486 مسلم مقابل 87,497 مسيحي أرثوذكسي.
وفقًا لسفير الولايات المتحدة لدى الدولة العثمانية في ذلك الوقت هنري مورغنثاو كان أكثر من نصف سكان إزمير من اليونانيين. كتب القنصل العام الأمريكي في إزمير في ذلك الوقت جورج هورتون أنه قبل الحريق كان هناك 400 ألف شخص يعيشون في إزمير، منهم 165 ألفًا أتراكًا و 150 ألفًا يونانيًا و 25 ألفًا يهوديًا و 25 ألفًا أرمنيًا و 20 ألفًا كانوا أجانب - 10000 إيطالي و3000 فرنسي و2000 بريطاني و300 أمريكي. كان معظم اليونانيين والأرمن مسيحيين.
علاوة على ذلك وفقًا لمصادر مختلفة، فإن عدد اليونانيين في المدينة قبل الحرب كانوا أكثر من الذين في أثينا عاصمة اليونان. أشار العثمانيون في تلك الحقبة إلى المدينة باسم «إزمير الكافرة» بسبب كثرة اليونانيين وغير المسلمين فيها.

## الأحداث

### دخول الجيش التركي

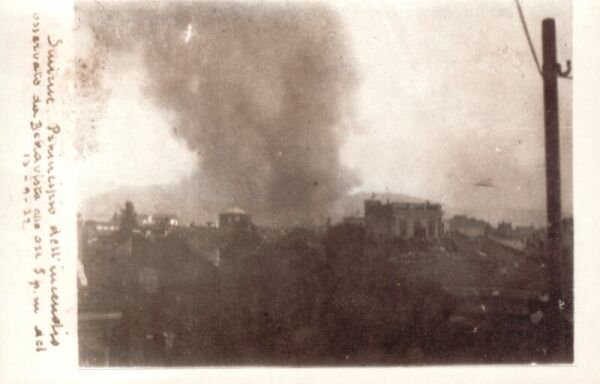
بداية الحريق شوهد من ضاحية بيلا فيستا. 13 سبتمبر 1922

مع خروج آخر جنود القوات اليونانية من إزمير مساء يوم الجمعة 8 سبتمبر، دخلت طلائع قوات مصطفى كمال إلى المدينة من الطرف الشمالي للميناء في صباح اليوم التالي، وأقام مقاره في مبنى كوناك الحكومي. تولى القيادة العسكرية في البداية مورسل باشا ثم نور الدين باشا أمير لواء الجيش التركي الأول.
في البداية كان الدخول التركي منظمًا. على الرغم من أن السكان الأرمن واليونانيين تخوفوا منهم، إلا أن رؤيتهم وجود أسطول الحلفاء من شأنه أن يثبط أي عنف ضد المجتمع المسيحي حسب اعتقادهم. وفي صباح يوم 9 سبتمبر رست حوالي 21 سفينة حربية تابعة للحلفاء في ميناء إزمير، ومنها سفينة القيادة البريطانية ومعها طرادات ومدمرات بقيادة الأدميرال أوزموند بروك، وثلاث مدمرات أمريكية؛ وثلاث طرادات فرنسية ومدمرتان بقيادة الأدميرال دومسنيل؛ وطراد ومدمرة إيطالية. ولإجراء احترازي أُنزل البحارة ومشاة البحرية من أسطول الحلفاء إلى الشاطئ لحماية المجمعات والمؤسسات الدبلوماسية الخاصة بهم بأوامر صارمة للحفاظ على الحياد في حالة اندلاع العنف بين الأتراك والمسيحيين.
انهار النظام والانضباط بين القوات التركية في ذلك اليوم، وبدأ استهداف السكان الأرمن بشكل ممنهج، فنهبت متاجرهم ومنازلهم. وتعرض المطران الأرثوذكسي اليوناني خريسوستوموس للتعذيب والتقطيع حتى الموت من حشد من الغوغاء الأتراك على مرأى من الجنود الفرنسيين، الذين منعهم قائدهم من التدخل وذلك بموافقة الأدميرال دومسنيل. وبدأالهاربون بالبحث عن ملاجئ ودخلوا منطقة باراديس حيث الحي الأمريكي والأحياء الأوروبية. وتمكن البعض من الالتجاء إلى معهد الدراسات العليا الأمريكي ومؤسسات أخرى، على الرغم من محاولات الأمريكيين والأوروبيين المضنية في إبعاد الذين يطلبون المساعدة. فقد كانوا حريصين على عدم استعداء أو الإضرار بعلاقاتهم مع قادة الحركة الوطنية التركية. وأفاد ضابط في السفينة البخارية الهولندية Siantar التي كانت في ميناء المدينة خلال تلك الفترة بحادث سمعه، بأن القوات التركية بعد دخولها المدينة أحرقت فندق كبير كان فيه زبائن يونانيون. وأنهم وضعوا مدفع رشاش على الجهة المقابلة لمدخل الفندق وإطلاق النار على كل من يحاول الخروج من المبنى المحترق. بالإضافة إلى ذلك قال إنه لم يُسمح للطاقم بالذهاب إلى الشاطئ بعد الغسق لأن البلطجية كانوا يتجولون في شوارع المدينة وكان الوضع خطيرًا.
وهناك أيضا ضحايا أجانب للمجازر التي ارتكبها الجيش التركي والعسكريون غير النظاميين. ففي 9 سبتمبر قُتل التاجر الهولندي أوسكار دي جونغ وزوجته على يد جنود أتراك، بينما تعرض طبيب بريطاني متقاعد في حادثة أخرى للضرب حتى الموت في منزله، أثناء محاولته منع اغتصاب خادمة.

### الحريق

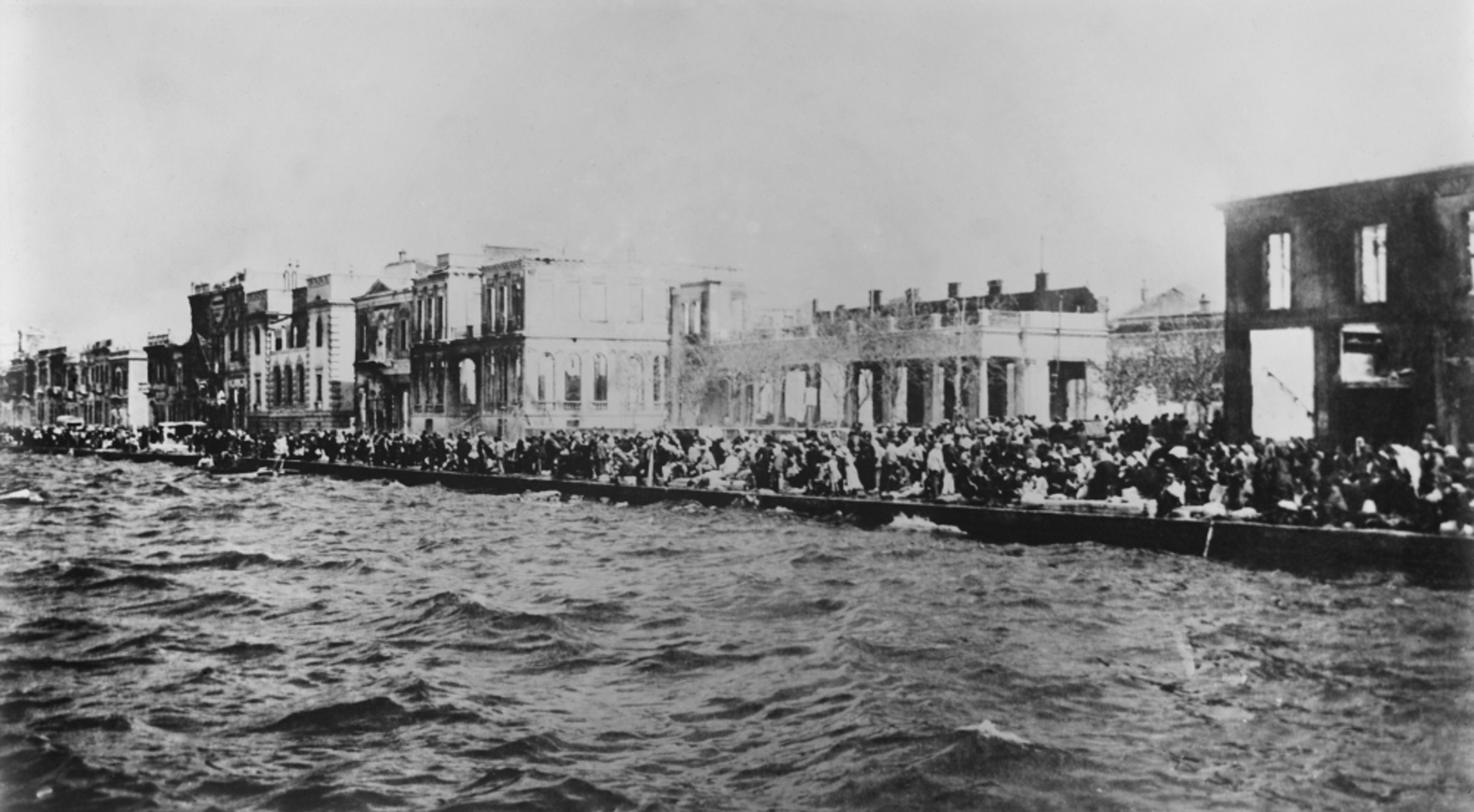
المباني تحترق والناس تحاول الهروب 13-14 سبتمبر 1922

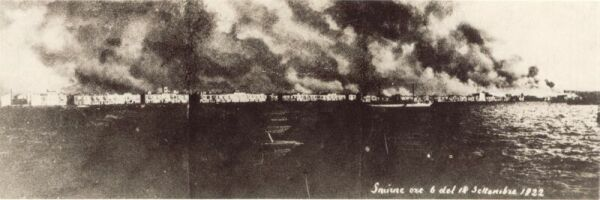
منظر شامل لحريق إزمير.

اندلع الحريق الأول من بعد ظهر يوم الأربعاء 13 سبتمبر، أي بعد أربعة أيام من دخول القوات التركية إلى المدينة. وبدأ الحريق في الحي الأرمني من المدينة (الآن حي باسمان)، وانتشرت النيران بسرعة بسبب الطقس العاصف وعدم بذل أي جهد لإخماده. كتب المؤلف جايلز ميلتون:
كانت الآنسة ميني ميلز مديرة معهد الكلية الأمريكية للفتيات، من أوائل الأشخاص الذين لاحظوا اندلاع الحريق. فقد أنهت للتو غداءها عندما لاحظت أن أحد المباني المجاورة يحترق. وقفت لتلقي نظرة فاحصة وصُدمت بما شاهدته: «رأيت ضابطًا تركيًا يدخل المنزل معه علب صغيرة من البترول أو البنزين وفي غضون دقائق قليلة كان المنزل مشتعلًا». لم تكن الوحيدة في المعهد التي شاهدت اندلاع الحريق. رأى المدرسون والطالبات أتراكًا يرتدون زي الجنود النظاميين وفي عدة حالات يرتدون زي الضباط، مستخدمين عصي طويلة مع قطع قماش غمس في نهايتها بعلب سائلة ونقلت إلى المنازل التي سرعان مااحترقت.
وشهد آخرون مثل كلافلين ديفيس من الصليب الأحمر الأمريكي والسيد جوبيرت مدير بنك كريدي فونسيير في إزمير، الأتراك وهم يضعون الشعلات داخل المباني. عندما سأل الأخير الجنود عما يفعلونه، أجابوا ببرود بأنهم تلقوا أوامر بتفجير وحرق جميع منازل المنطقة. بذلت فرقة الإطفاء في المدينة قصارى جهدها لمكافحة الحرائق، ولكنها لم تتمكن من مواجهة انتشار النار. وأقر اثنان من رجال الإطفاء في المحكمة بأنهم شاهدوا الجنود الأتراك يشعلون النار في المباني. تسبب انتشار النيران في تدافع الناس نحو الواجهة البحرية الممتدة من الطرف الغربي للمدينة إلى الطرف الشمالي المعروف باسم النقطة. وصف الكابتن آرثر جابي هيبورن رئيس أركان أسطول البحرية الأمريكية حالة الذعر على الرصيف:
بعودتي إلى الشارع وجدت التدافع هربا من الحرائق قد بدأ للتو. وكان الناس الذين يهيمون في الشوارع أو ممن لجأ إلى الكنائس والمؤسسات الأخرى قد اتجهوا جميعا نحو الواجهة البحرية. ازداد هذا التدفق بقوة مع دخول أولئك الذين كانت منازلهم في مرمى النار... حل الظلام الآن. كان الرصيف مليئًا بعشرات الآلاف من اللاجئين المذعورين الذين يتنقلون بلا هدف بين مبنى الجمارك والنقطة، واستمر تدفق الوافدين الجدد حثيثًا، حتى بدت الواجهة البحرية بأكملها كتلة بشرية صلبة وأمتعة من كل وصف.

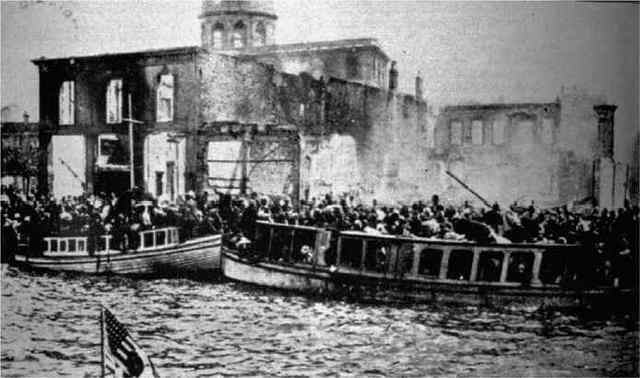
قوارب مكتظة باللاجئين الفارين من الحريق. التقطت الصورة من قارب نزول لسفينة حربية أمريكية.

وصف الملازم البريطاني أ.س ميريل وضع اللاجئين على الرصيف صباح يوم 14 سبتمبر، معتقدًا أن الأتراك أضرموا النار لإبقاء اليونانيين في حالة من الرعب لتسهيل مغادرتهم:
طوال الصباح كان من الممكن رؤية الوهج ثم ألسنة اللهب المشتعلة في إزمير. وصلنا قبل الفجر بحوالي ساعة وكان المشهد لا يوصف. اشتعلت النيران في المدينة بأكملها وكان الميناء يضيء كالنهار. كان الآلاف من اللاجئين المشردين يتدفقون ذهابًا وإيابًا على الرصيف المتعرج. وفي حالة جنون كانوا يرمون أنفسهم في الماء ووصل بعضهم إلى السفينة. ولكن أي محاولة لإنزال القوارب قد يكون كارثيًا. وإن حاولت عدة قوارب ولكنها توقفت فورًا بسبب الاندفاع المجنون من تلك الحشود... كانت الحشود على طول الرصيف وخلفها نيران كثيفة للغاية، وحاولت يائسة أن تقترب من مرسى السفن الحربية لدرجة أن كادت الجماهير أن تختنق. لحسن الحظ كان هناك نسيم عليل للبحر ولم يسخن جدار الرصيف بما يكفي لقتل هؤلاء الأشخاص، ولكن يجب أن تكون الحرارة رائعة حتى شعرت بها السفينة على بعد 200 ياردة. ولزيادة الارتباك اشتعلت النيران في أغراض هؤلاء اللاجئين - المكونة في الغالب من السجاد والملابس - مما تسبب بسلسلة من النيران على طول الشارع.
قامت القوات التركية بتطويق الرصيف لإبقاء الأرمن واليونانيين داخل منطقة النار ومنعهم من الفرار. ووصفت تقارير شهود العيان اللاجئين المصابين بالذعر وهم يغوصون في الماء هربًا من ألسنة اللهب وأن صراخهم المرعب يمكن سماعه على بعد أميال. وفي 15 سبتمبر خفت النيران إلى حد ما، لكن العنف المتقطع من الأتراك ضد اللاجئين اليونانيين والأرمن أبقى ضغطًا على القوات البحرية الغربية واليونانية لإخراج اللاجئين في أسرع وقت ممكن. أطفئ الحريق بالكامل يوم 22 سبتمبر، وفي 24 سبتمبر دخلت أولى السفن اليونانية - وهي جزء من أسطول بحرية بتنظيم وإدارة إنسانية أمريكية - إلى الميناء لنقل الركاب بعيدًا، بعد مبادرة الكابتن هيبورن وحصوله على إذن وتعاون من السلطات التركية والأميرال البريطاني المسؤول عن المدمرات في الميناء.

### النتائج
كان الإجلاء صعبًا على الرغم من جهود البحارة البريطانيين والأمريكيين للحفاظ على النظام، حيث اندفع عشرات الآلاف من اللاجئين وانحشروا عند الشاطئ. جرت محاولات لتنظيم الإغاثة من جمعيات الإغاثة الأمريكية YMCA وYWCA، الذين ذكروا بأنهم تعرضوا للسرقة وإطلاق النار لاحقًا من الجنود الأتراك. وقام الجنود الأتراك وغير النظاميين بشكل دوري بسرقة اللاجئين اليونانيين على الواجهة، ضرب بعضهم واعتقل آخرين ممن قاوم. على الرغم من ورود العديد من التقارير حول مساعدة القوات التركية حسنة السلوك للنساء المسنات ومحاولة الحفاظ على النظام بين اللاجئين، إلا أن عدد هؤلاء يفوق عدد هؤلاء الذين وصفوا القسوة غير المبررة والسطو المستمر والعنف.
لم تنفع المحاولات الأمريكية والبريطانية كثيرًا لحماية اليونانيين من الأتراك، حيث تسببت النيران في خسائر فادحة. فانتحر بعض المحبطين والمذعورين في الماء وحقائبهم على ظهورهم، وفر الأطفال وأغمي على العديد من كبار السن وماتوا. وعانى الأرمن في المدينة معاناة شديدة، ووفقًا للكابتن هيبورن:«تم تعقب كل رجل أرمني سليم البدن وقتله أينما وجد، وطاردوا أيضا الأولاد الذين تتراوح أعمارهم بين 12 و 15 عامًا».
دمرت النيران الأحياء اليونانية والأرمنية والشامية بالكامل في المدينة، ولم يبق منها سوى الأحياء التركية واليهودية. وأحرق ميناء إزمير المزدهر، وهو أحد أكثر الموانئ التجارية نشاطا في المنطقة. وأجلي ما يقرب من 150,000 إلى 200,000 لاجئ يوناني، بينما رُحَِل حوالي 30,000 يوناني وأرمني سليم البدن إلى الداخل، ومات العديد منهم في ظل ظروف قاسية أو تم إعدامهم على طول الطريق. فجأة، أنهي الوجود اليوناني الذي استمر لـ 3000 عام على شاطئ بحر إيجة في الأناضول، ومعها فكرة ميغالي. كتب الكاتب اليوناني ديميتريس بنتزوبولوس:«ليس من المبالغة وصف عام 1922 بأنه الأكثر كارثة في التاريخ الهيليني الحديث».

## المسئولية

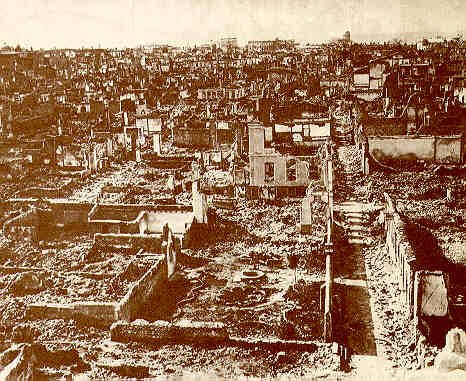
مشهد للمدينة بعد الحريق 15 سبتمبر 1922.

لا تزال قضية من المسؤول عن بدء حريق إزمير موضع نقاش، حيث تنسب المصادر التركية المسؤولية في الغالب إلى اليونانيين أو الأرمن، والعكس صحيح. ومن ناحية أخرى أشارت مصادر أخرى إلى أن التراخي التركي ربما كان له دور في الحدث.
تم نشر عدد من الدراسات حول حريق إزمير. خلصت دراسة لأستاذة الأدب مارجوري هاوسبيان دوبكين المفصلة سنة 1970 بعنوان «إزمير 1922» إلى أن الجيش التركي أحرق المدينة بشكل منهجي وقتل السكان المسيحيين اليونانيين والأرمن. واعتمد عملها على أقوال شهود عيان مكثفة من الناجين، وقوات الحلفاء المرسلة إلى إزمير أثناء الإجلاء، والدبلوماسيين الأجانب وعمال الإغاثة وشهود عيان أتراك. وتوصلت دراسة أجراها المؤرخ نيال فيرغسون إلى نفس النتيجة. وقال المؤرخ ريتشارد كلوج بشكل قاطع: أن الأتراك هم من أشعلوا النار بعد استيلائهم على المدينة. وفي كتابه «الجنة المفقودة: إزمير 1922» تناول جايلز ميلتون قضية حريق إزمير من خلال مواد أصلية (مقابلات ورسائل غير منشورة ومذكرات) من عائلات في الحي الشامي في إزمير، والتي هي من أصل بريطاني. وخلص المؤلف إلى أن الجنود والضباط الأتراك هم من أشعلوا النار، وعلى الأرجح تصرفوا بأوامر مباشرة. الباحث البريطاني مايكل لويلين سميث كتب عن الإدارة اليونانية في آسيا الصغرى، خلص أيضًا إلى أن «الأتراك ربما أشعلوا الحريق» كما أشار إلى ما أسماه الأدلة الموجودة هناك.
قيم المؤرخ ستانفورد نورمان نيمارك الأدلة المتعلقة بمسؤولية الحريق. وهو يتفق مع رأي الملازم الأمريكي ميريل بأن من مصلحة تركيا ترويع اليونانيين بترك إزمير تحترق، وأشار إلى حقيقة غريبة تمثلت في أن الحي التركي قد نجا من الحريق لكي يوحي بالمسؤولية التركية. إلا أنه لا يوجد دليل قوي وقاطع على ذلك، وكذلك يمكن القول إن حرق المدينة كان ضد المصالح التركية وأنه لم يكن ضروريًا. كما أشار إلى أن المسؤولية قد تقع على عاتق اليونانيين والأرمن لأنهم لديهم أسبابهم الوجيهة، مشيرًا لتاريخ الإنسحاب اليوناني، والهجوم الأرمني منذ اليوم الأول للاحتلال. وذكر الكاتب اليوناني إلياس فينيسيس في كتابه رقم 31328 أن حرق إزمير بدأ من الحي الأرمني على يد «العدو» الذي غادر؛ على الرغم من أن هذا الكتاب عبارة عن مذكرات، إلا أنه غيَر كلمة عدو في الإصدارات اللاحقة باليونانيين. إلا أن الجيش اليوناني كان قد غادر إزمير في 9 سبتمبر 1922، عندما دخل مصطفى كمال أتاتورك وجيشه المدينة، وبعدها بأربعة أيام أي في 13 سبتمبر 1922 بدأ الحريق.
تم انتقاد هورتون وهوسبيان من قبل هيث لوري وجاستن مكارثي، الذين جادلا بأن هورتون كان شديد التحيز وأن هاوسبيان استخدمت المصادر بشكل انتقائي للغاية. كان كل من لوري ومكارثي عضوين في معهد الدراسات التركية المنحل الآن وتعرضوا بدورهم لانتقادات شديدة من قبل علماء آخرين لإنكارهم الإبادة الجماعية للأرمن وقد وُصف مايكل مكارثي بواسطة مايكل مان بأنه الجانب التركي للنقاش.
اتفق المؤلف والصحفي التركي فالح رفقي أطاي الذي كان في إزمير في ذلك الوقت والبروفيسور التركي بيراي كولوغلو كيرلي على أن القوات القومية التركية كانت مسؤولة عن تدمير المدينة سنة 1922. ومؤخرا أضاف عدد من العلماء والمؤرخين غير المعاصرين وكذلك سياسيون إلى تاريخ الأحداث من خلال إعادة النظر في نقل المعلومات المعاصرة وتاريخها. وميزت ليلى نيزي في عملها عن التاريخ الشفوي للحريق بين الخطاب القومي التركي والروايات المحلية. فقد أشارت حسب الروايات المحلية إلى تحميل القوات التركية المسؤولية على الأقل عن عدم محاولة إطفاء الحريق بشكل فعال، أو في بعض الأحيان تحميلها مسؤولية الحريق نفسه.

## الضحايا واللاجئين

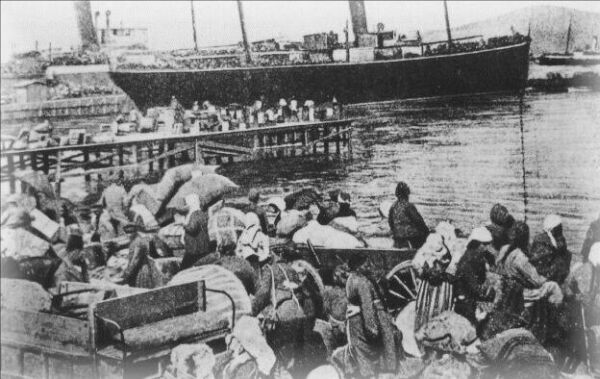
اللاجئين

لم يعرف عدد ضحايا الحريق بدقة، مع تقديرات بمقتل حوالي 125,000 يوناني وأرمني. وذكر المؤرخ الأمريكي نورمان نيمارك 10,000-15,000 قتيل، بينما قدرها المؤرخ ريتشارد كلوج بـ 30,000. وارتفعت التقديرات مع جون فريلي بـ 50,000 ورودولف روميل بـ 100,000.
كانت مساعدة سفن البحرية اليونانية لسكان المدينة محدودة، وبسببها اندلعت ثورة 11 سبتمبر 1922، وتركز معظم الجيش اليوناني في جزر خيوس ولسبوس، وكانوا يخططون للإطاحة بالحكم الملكي في أثينا.
على الرغم من وجود العديد من السفن للحلفاء في ميناء إزمير، إلا أن غالبيتهم بقوا على الحياد ولم يحاولوا إنقاذ اليونانيين والأرمن الذين حوصروا بالنيران. وقد ألقت سفينة شحن يابانية كل حمولتها وأخذت أكبر عدد ممكن من اللاجئين، ونقلتهم إلى ميناء بيرايوس اليوناني.

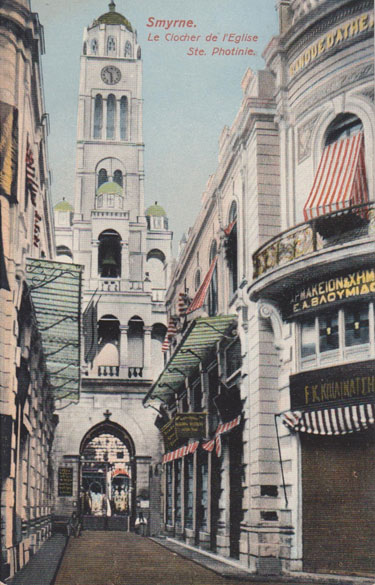
برج كاتدرائية القديس فوتيني للروم الأرثوذكس. قامت القوات القومية التركية بتفجيرها بالديناميت بعد الحريق (15-20 سبتمبر).

تم إنقاذ العديد من اللاجئين عبر قافلة إغاثة مرتجلة نظمها المبشر الأمريكي آسا جينينغز. وقدم علماء آخرون رواية مختلفة للأحداث؛ ذكروا فيه أن الأتراك منعوا السفن الأجنبية في الميناء من التقاط الناجين، لكن تحت ضغط خاص من بريطانيا وفرنسا والولايات المتحدة، سمحوا بإنقاذ الجميع باستثناء الذكور الذين تتراوح أعمارهم بين 17 و 45 عامًا. كانوا يعتزمون ترحيل هؤلاء إلى الداخل، والذي كان يُنظر إليه بأنه عقوبة مدى الحياة ثم تنتهي بموت غامض.
وكذلك تعددت أرقام اللاجئين حسب المصادر. زعمت بعض الصحف المعاصرة أن هناك 400 ألف لاجئ يوناني وأرمني من إزمير والمنطقة المحيطة بها تلقوا مساعدات الصليب الأحمر فور تدمير المدينة. وقال ستيوارت ماثيو أن هناك 250,000 لاجئ جميعهم ليسوا أتراك. وأعطي نيمارك رقمًا يتراوح بين 150,000 و 200,000 لاجئ يوناني تم إجلاؤهم. وذكر إدوارد بيرشتات وهيلين كريتون أن هناك ما لا يقل عن 50,000 لاجئ يوناني وأرمني. كما أشارت بعض الروايات المعاصرة إلى نفس العدد.
وأيضا اختلفت أعداد الرجال اليونانيين والأرمن الذين تم ترحيلهم إلى المناطق الداخلية من الأناضول، وعدد الوفيات الناتجة باختلاف المصادر. كتب نيمارك أنه تم ترحيل 30 ألف يوناني وأرمني إلى الداخل، حيث مات معظمهم في ظروف وحشية. وقدر ديميتري دورديفيك عدد المرحلين بـ 25,000 وعدد الوفيات في كتائب العمل بـ 10,000. صرح ديفيد أبو العافية بأنه تم إرسال ما لا يقل عن 100,000 يوناني قسراً إلى المناطق الداخلية من الأناضول، حيث مات معظمهم.
كان أرسطو أوناسيس المولود في إزمير والذي أصبح لاحقًا أحد أغنى الرجال في العالم، أحد الناجين اليونانيين. توثق السير الذاتية المختلفة لحياته جوانب من تجاربه خلال الكارثة. ظهرت تجاربه الحياتية في الفيلم التلفزيوني المسمى «أوناسيس أغنى رجل في العالم».
خلال كارثة الحريق، فقدت عائلة أوناسيس حيازات ضخمة من ممتلكاتها، والتي أُخذت أو منحت للأتراك كرشاوى لتأمين سلامتهم وحريتهم. فأصبحوا لاجئين وفروا إلى اليونان بعد الحريق. ومع ذلك لم يخرج أرسطو أوناسيس لإنقاذ والده، الذي كان قد وضع في معسكر اعتقال تركي. وبالنهاية تمكن من إنقاذ والده. خلال تلك الفترة مات ثلاثة من أعمامه. وقد فقد عمته مع زوجها خريسوستوموس كونياليديس وابنتهما اللذين أحترقوا عندما أضرم الجنود الأتراك النار في كنيسة في ثياتيرا التي أوت 500 مسيحي كانوا هاربين من الجنود الأتراك وحريق المدينة.

## مابعد الكارثة
تعرضت المدينة بأكملها لأضرار كبيرة في بنيتها التحتية. كان لابد من إعادة بناء قلب المدينة من الرماد. أما اليوم فهناك 40 هكتار من منطقة الحريق السابقة هي حديقة شاسعة تسمى (بالتركية: Kültürpark كولتوبارك)‏ وتعني الحديقة الثقافية. وهي أكبر مركز للمعارض في الهواء الطلق في تركيا، مثل معرض إزمير الدولي وغيرها من المعارض.
وفقًا لأول تعداد سكاني في تركيا بعد الحرب، بلغ مجموع سكان المدينة في 1927 حوالي 184254 نسمة، منهم 162144 (88٪) من المسلمين، والباقي يصل إلى 22110.